# جزيرة بيلانغ بيلانغان
جزيرة بيلانغ بيلانغان وهي جزيرة من جزر إندونيسيا، وتقع في إقليم كالمنتان الشرقية.